# 현악 사중주 12번 (드보르자크)
안토닌 드보르자크의 《현악 사중주 12번 바장조 작품번호 96》는 드보르자크가 미국에 있는 중에 작곡한 현악 4중주를 위한 작품으로, ‘아메리카’라는 별명이 붙어 있다.
드보르자크는 51세였던 1892년에 미국 음악원의 초대를 받아 미국으로 건너갔다. 미국으로 건너간 이유는 미국 음악원에서 봉급을 20배나 더 주겠다는 것 외에도 기차에 대하여 광적이었던 그가 미국의 대륙횡단철도의 신식 열차에 크게 구미가 딸렸다는 이야기도 있다.
‘아메리카’는 9번 교향곡 ‘신세계로부터'와 마찬가지로 미국 체제 중에 작곡된 것으로서 여름방학을 미국 아이오와주 스필빌에서 보내고 있을 때였다. 스필빌은 보헤미아 출신의 체코인들이 집단거주 지역이다. 이때 만들어진 ‘아메리카’와 ‘신세계로부터’는 체코의 독특한 민족정서가 음악에 풍부히 배여나온다. 또 이 작품에는 그밖에도 흑인 영가의 선율이 배어있기도 하다.
이 작품은 전부 4악장으로 구성되어 있는데, 밝은 느낌의 짧은 도입에 이어 비올라가 민요적인 제1주제를 노래하며 향토색 짙은 주제를 바이올린에서 전악기로 넘어가 교묘한 제2주제가 연주된 뒤 흑인 풍의 부주제 선율이 바이올린으로 전개되는 제1악장과, 제 1주제의 동기가 전개·고양되는 제2악장, 보헤미아의 민요풍의 주제가 제2바이올린과 첼로의 옥타브로 연주되는 제3악장, 불규칙한 론도 형식의 제4악장의 특징이 있다.

## 참고 문헌
- 《클래식 명곡이야기》 (아름출판사 1993. 3. 25 출판)